# Филиппинская экспедиция на Джомолунгму (2006)

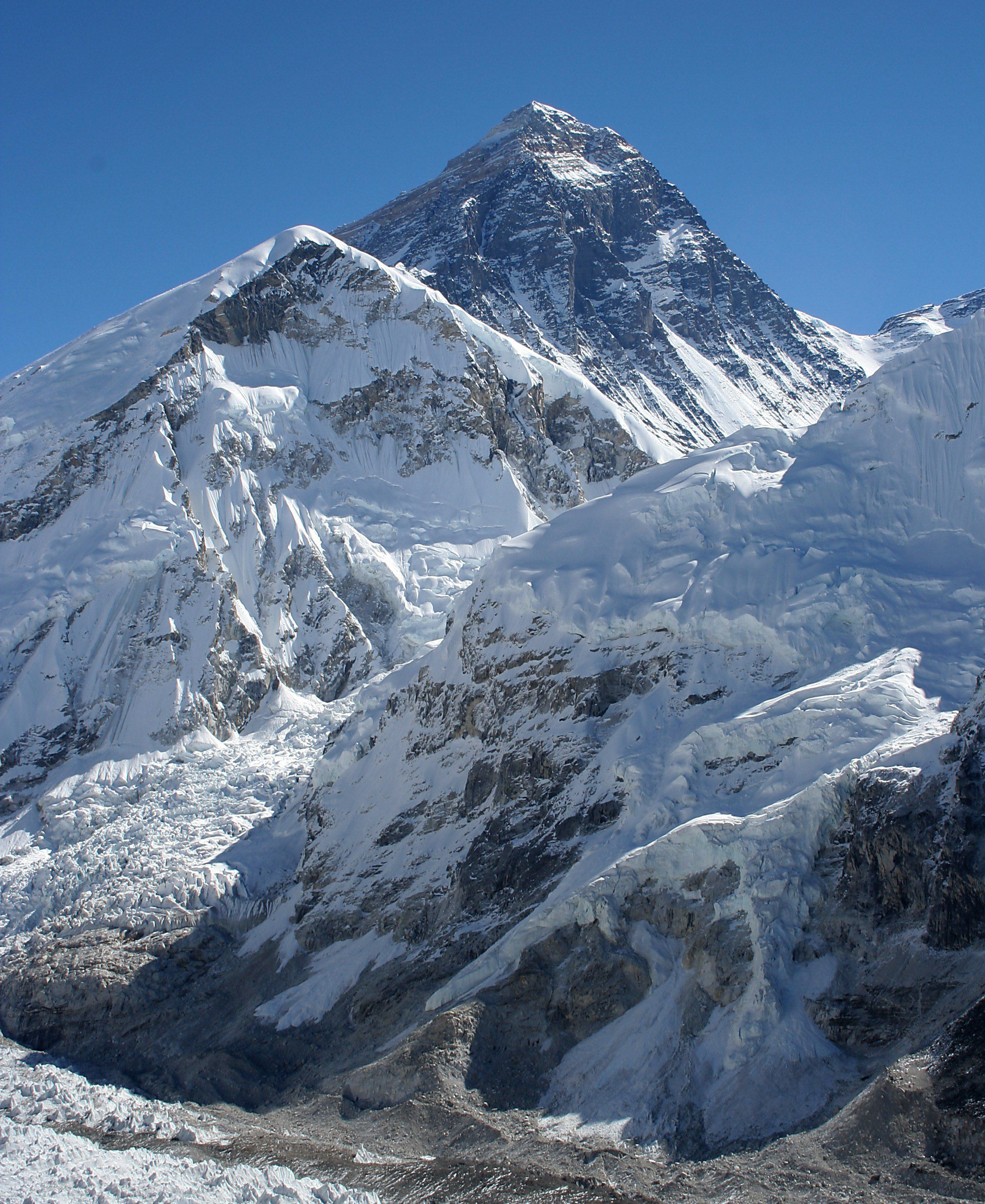
Гора Эверест, вид с вершины Кала-Патхар

Филиппинская экспедиция на Эверест 2006 года — филиппинская альпинистская экспедиция, успешно достигшая вершины Эвереста по традиционному маршруту юго-восточного гребня в мае 2006 года во время весеннего сезона восхождений в Гималаях. Это была первая национальная экспедиция, организованная Филиппинами, которая достигла вершины самой высокой горы в мире.
Один из участников экспедиции, Лео Орасион, стал первым филиппинцем, достигшим вершины Эвереста и водрузившим филиппинский флаг на вершине горы 17 мая 2006 года в 15:30 по непальскому времени. Его товарищ по экспедиции Эрвин «Пастор» Эмата стал вторым филиппинцем, достигшим вершины на следующий день, 18 мая 2006 года.

## Предыстория
До 2006 года лишь немногим странам Юго-Восточной Азии удалось организовать национальную экспедицию на вершину Эвереста. В сентябре 1996 года индонезийская женщина Клара Сумарвати стала первым альпинистом из стран Юго-Восточной Азии, достигшим вершины. В мае 1997 года малайзийский альпинист М. Магендран стал вторым из стран Юго-Восточной Азии и первым малайзийцем на вершине Джомолунгмы. В следующем году представитель Сингапура также успешно достиг вершины Эвереста.
В 2003 году во время ежегодного конгресса Федерации альпинизма Филиппин (MFPI) в Пеньябланке, Кагаян, бывшим заместителем министра транспорта Артуро Вальдесом, тогдашним президентом MFPI Реджи Пабло и членами MFPI Бутчем Себастьяном, Фредом Джамили и Джоном Тронко была организована Первая филиппинская экспедиция на Эверест (FPMEE). Бывший президент MFPI с 1974 по 1986 год, Вальдес ранее планировал организовать филиппинскую экспедицию на Эверест ещё в 1982 году, но эта идея так и не получила развития с этапа планирования.
На пресс-конференции 23 марта 2004 года группа объявила о создании экспедиции и открыла процесс подачи заявок для местных альпинистов, спортсменов и любителей спорта. Первоначальный план состоял в том, чтобы подняться на Эверест во время летнего альпинистского сезона 2007 года, при этом две альпинистские команды должны подниматься с тибетской стороны (север) и непальской стороны (юг), соответственно, чтобы затем встретиться на вершине перед спуском.

## Подготовка
Группа выбрала Вальдеса руководителем экспедиции, Джамили — заместителем руководителя, а Пабло — пресс-секретарём. Они также привлекли доктора Теда Эсгуэрру из Медицинской службы береговой охраны Филиппин в качестве врача экспедиции, поскольку он был единственным врачом в стране, имеющим опыт лечения высотной болезни. Тронко был назначен фотографом экспедиции, учитывая его опыт альпинизма и фотографии. Себастьян вместе с инструктором по фитнесу и гонщиком Флорентино «Джонг» Нарцисо помогали альпинистам улучшить показатели физического здоровья и набраться опыта в альпинизме до начала экспедиции.

### Процесс отбора
Начался общенациональный процесс отбора, чтобы определить, кто будет участниками экспедиции: 29 человек из Лусона, Висайских островов и Минданао подали заявки на участие в двух командах. Их имена:
- Бобби Акоста
- Ариэль Амбайек
- Джонни Бой "JB" Аньонуэво
- Теодор "Чой" Акино
- Уэнделл Бамба
- Джанет Белармино
- Аллан Кабисарес
- Ной Каймой
- Карина Дайондон[англ.]
- Джоэл Дель Соль
- Денни Дематера
- Ник Димаампо
- Эрвин "Пастор" Эмата
- Чико Эстрера
- Крис Эйао
- IT Гонсалес
- Ларри Оноридес
- Лито Манансала
- Бобби Менгито
- Леви Наянгахан
- Эрадио "Лео" Орасион
- Сурит Палена
- Рэндольф Пангамба
- Валерио Рамос-младший
- Мон Руис
- Гоад Сибаян
- Рей Сумагайсай
- Бубут Тан-Торрес
- Ноэль Венцеслао[англ.]

Помимо 29 претендентов, принять участие в экспедиции был также приглашён аналитик ИТ-систем Роми Гардьюс, который ранее поднимался на вершину самой высокой горы Африки, горы Килиманджаро, высотой 5895 метров. Учитывая его работу в ведущей многонациональной ИТ-фирме, из-за которой ему было трудно заниматься подготовкой, Гардьюс в конечном итоге отклонил приглашение национальной команды присоединиться к экспедиции. Он также заявил в своём блоге, что предпочитает восхождение в одиночку или с небольшой группой. В конце концов Гардьюс решил организовать свою собственную экспедицию в 2005 году и получил финансовую поддержку от телеканала GMA 7, у которого были эксклюзивные права на освещение его восхождения.

### Тренировки

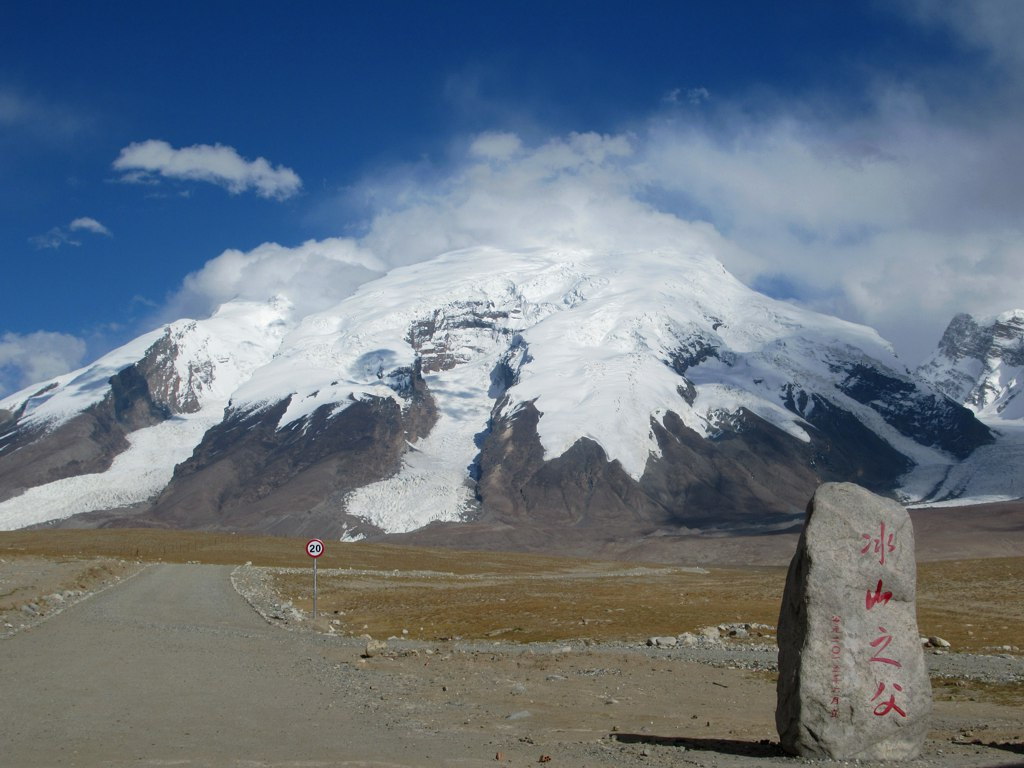
Музтагата, вторая по высоте гора Памира, на которую поднялись участники Первой филиппинской экспедиции на Эверест в 2005 году в рамках подготовки к восхождению на Эверест.

Экспедиция установила трёхлетний период подготовки, чтобы её участники могли набраться опыта и освоиться в высотном альпинизме. Они приняли программу тренировок, разработанную Дэвидом Лимом, руководителем Первой сингапурской экспедиции на Эверест, хотя и с некоторыми корректировками в расписании команды. В ходе обучения 29 претендентов были отобраны на основе альпинистского опыта, способностей, совместимости и приверженности делу.
Группа организовала несколько небольших альпинистских экспедиций на Филиппинах и за границей, чтобы подготовить 29 претендентов, включая походы на 10 самых высоких вершин страны. Поскольку самые высокие горы на Филиппинах имеют высоту ниже 3000 м, команда также отправилась в Сабах, Малайзия, чтобы подняться на вершину горы Кинабалу (4095 м), получив опыт высотных восхождений.
Группа также отправилась в Манали, Индия, для обучения продвинутому альпинизму в Институте альпинизма Западных Гималаев. Во время тренировки они преодолели перевал Баралача (4890 м) возле Манали и пик Кьоранг (6300 м) в Ладакхе.
В апреле 2005 года 10 оставшихся претендентов — Аньонуэво, Амбаек, Акино, Белармино, Дайондон, Эмата, Оноридес, Орасион, Наянгахан и Венсеслао — отправились с командой в Новую Зеландию для 10-дневного подготовительного восхождения, которое включало восхождение на гору Эйлмер (2699 м) и Аораки/Гору Кука (3724 м) в Южных Альпах.
После Новой Зеландии команда вместе с Амбаек, Эматой, Орасионом, Наянгаханом, Дайондоном отправилась в августе 2005 года в китайский регион Синьцзян, чтобы подняться на Музтагата (7509 м), где Орасион и Эмата стали первым и вторым филиппинцами, покорившими эту гору. Они также побили рекорд высоты Филиппин, который Гардьюс установил в январе 2005 года, когда он достиг вершины Аконкагуа в Аргентине. Амбаек перенёс лёгкий инсульт во время восхождения, что вынудило команду нести его обратно в базовый лагерь, это заняло семь часов.

### Поддержка
Чтобы собрать средства на обучение и экспедицию, FPMEE была зарегистрирована как компания и обратилась за поддержкой к различным филиппинским компаниям и брендам. Первоначально группе было трудно найти финансирование, учитывая, что лишь немногие филиппинцы в то время имели опыт высокогорного альпинизма. Программа обучения группы в Индии финансировалась за счёт кредита, который Себастьян получил от друга; участники группы должны были выплатить долг с процентами. Во время подготовительного восхождения группы в Новой Зеландии их спонсировала Globe Telecom, одна из ведущих филиппинских телекоммуникационных компаний, руководителем которой был Пабло. Во время экспедиции на Музтагата команда ночевала в аэропорту и ела образцы еды от продавцов, чтобы сэкономить 100 долларов в сутки, выдаваемые каждому участнику.
Группа также обратилась к GMA Network, одной из ведущих телевизионных сетей Филиппин, с просьбой обеспечить финансирование в обмен на права на трансляцию, но сеть отказалась, поскольку не смогла удовлетворить запрос команды на эфирное время. Затем группа обратилась к конкурирующей телесети ABS-CBN, которая предоставила финансирование и спонсорство в обмен на эксклюзивные права на освещение восхождения.
Благодаря тому, что ABS-CBN обеспечила права на освещение восхождения, она заключила рекламные и спонсорские сделки с такими брендами, как Philippine Airlines, Fitness First, Coleman Company, FedEx, Kodak, Globe Telecom, Rudy Project, National Sports Grill, PowerUp и Philippine Accident Manager’s Insurance. Stratworks Inc. служила официальным агентством по связям с общественностью экспедиции, а MedCentral стала её официальным поставщиком медицинских услуг.
Перед экспедицией ABS-CBN отправила журналиста Абнера Меркадо следить за командой во время их обучения в Новой Зеландии и сообщать об их подготовке в выпусках новостей сети в прайм-тайм. Во время экспедиции сеть также отправила Меркадо и его коллегу-журналиста ABS-CBN Винса Родригеса в базовый лагерь Джомолунгмы с командой вещания, чтобы сообщать в прямом эфире через спутник о подготовке альпинистов и ходе восхождения.

## Экспедиция

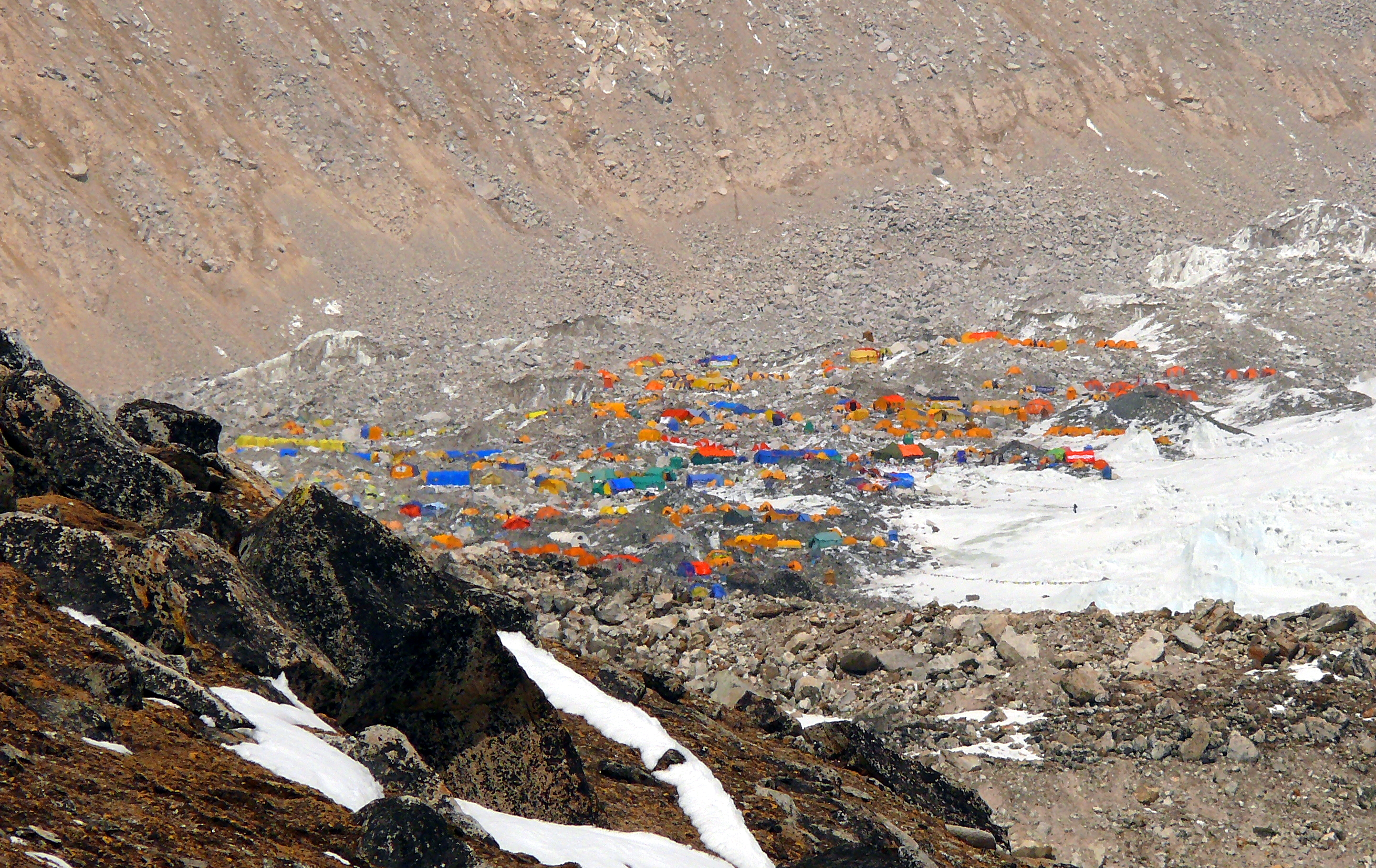
Базовый лагерь Эвереста на непальской стороне, вид с вершины Кала-Патхар, январь 2006 года.

### Прибытие в Непал
После того, как Гардьюс объявил о своей одиночной заявке на восхождение на Эверест, национальная команда решила ускорить подготовку и перенести восхождение на Эверест на весну 2006 года, чтобы опередить Гардьюса. Вместо первоначального плана восхождения на Эверест как с северной, так и с южной седловины, команда отдала приоритет восхождению своих самых сильных и опытных участников, Орасиона и Эматы, по традиционному маршруту южной седловины, по которому первоначально восходили первопроходцы Эвереста Эдмунд Хиллари и Тенцинг Норгей в 1953 году.
В феврале 2006 года Орасион и Эмата отправились в Непал, чтобы начать акклиматизацию, а остальная часть команды прибыла в Катманду в первую неделю апреля. Команда наняла Thamserku Trekking в качестве официального треккингового агентства во время экспедиции, которое предоставило им двух гидов-шерпов Пембу Чхоти и Лакпа Гьялзена, а также нескольких носильщиков. Команда вылетела из Катманду в Луклу 11 апреля и направилась к базовому лагерю Эвереста (EBC) через Намче-Базар и Лобуче, прибыв туда 17 апреля.
Поскольку восхождение Орасиона и Эматы было приоритетом, остальным альпинистам команды, особенно альпинисткам Белармино, Дайондон и Венсеслао, а также Пабло и Наянгахану было приказано сосредоточиться на подготовке к восхождению на Эверест, состоящему исключительно из женщин, в следующем году. Воспользовавшись своим пребыванием в регионе Кхумбу, они покорили пик Дингбоче (5200 м), Кала-Патхар (5644,5 м) и Айленд-Пик (6189 м).
26 апреля Орасион и Эмата начали свой акклиматизационный выход, пересекли ледопад Кхумбу и достигли Лагеря I (6000 м). На следующий день они достигли Лагеря II (6300 м) ниже стены Лхоцзе, а 28 апреля достигли лагеря III (7115 м) на стене Лхоцзе. Они установили свои палатки и снаряжение в каждом лагере, прежде чем вернуться 29 апреля в EBC из лагеря III.

### Восхождение Орасиона
Орасион вместе с проводником-шерпом Пембой Чхоти покинули EBC 13 мая и прибыли в лагерь IV (7900 метров) утром 16 мая, где отдохнули. С помощью дополнительного кислорода пара покинула лагерь в 22:00. Шёл снег и было ветрено, но по мере того, как они поднимались выше, снегопад прекратился, и погода стала спокойнее. Пара замедлилась в движении, так как впереди них шли британская, швейцарская и другие экспедиционные группы. Чхоти возглавил последний отрезок пути к вершине и помог Орасиону. Пара прибыла на вершину 17 мая в 15:30 — прошло 18 часов 30 минут после выхода из Лагеря IV.
Достигнув вершины, Орасион связался с Вальдесом и сказал: «Филиппинский орёл приземлился». Это отсылка к сообщению Нила Армстронга «Орёл приземлился», когда «лунный модуль Аполлон-11» по прозвищу «Орёл» приземлился на Луне. Чхоти также сфотографировал Орасиона, размахивающего филиппинским флагом, который он принёс с собой на вершину, а также показал рисунок филиппинского флага мелками, сделанный пятилетней дочерью Орасиона. Пара оставалась на вершине 30 минут, прежде чем спуститься в лагерь IV 17 мая в 22:00.

### Восхождение Эматы
После того, как Орасион и Чхоти прибыли после спуска с вершины, Эмата и его гид-шерп Лакпа Гьялзен покинули лагерь IV 17 мая в 22:20 в ветреную погоду. С помощью дополнительного кислорода после выхода из лагеря III пара достигла вершины 18 мая в 5:20 утра при хорошей погоде, что сделало Эмату вторым филиппинцем, достигшим вершины Эвереста. Они совершили восхождение всего за семь часов, что было быстрее, чем восхождение Орасиона и Чхоти.
По прибытии на вершину Эмата связался с Вальдесом по рации в базовом лагере, сказав: «Вершина — базовый лагерь. Вершина — базовый лагерь. Ang ginaw-ginaw dito! (Здесь так холодно!)». Пробыв на вершине 30 минут, пара спустилась и прибыла в Лагерь IV в 9:45, отдохнула три часа, а затем спустилась в Лагерь II вместе с Орасионом и Чхоти. Орасион и Эмата вместе со своими шерпами прибыли в базовый лагерь во второй половине дня в пятницу, 19 мая.
Экспедиция вернулась в Катманду 25 мая и покинула Непал вечером 29 мая, прибыв на Филиппины на следующий день, 30 мая.

## Реакция
Восхождение отмечалось на Филиппинах, оно появилось в основных выпусках новостей в прайм-тайм и на первых полосах нескольких филиппинских газет. По прибытии в Манилу участников экспедиции встретили как героев. Затем президент Филиппин Глория Макапагал-Арройо назвала это «знаком филиппинского мастерства, настойчивости и мужества в преодолении трудного пути национального строительства». Представитель команды Реджи Пабло сравнил это с «посадкой филиппинца на Луну».

От имени филиппинского народа я сердечно поздравляю Лео Орасиона с его выдающимся достижением. Он является воплощением упорного труда, стойкости и мужества. Он показал миру, из чего сделаны филиппинцы.
Оригинальный текст (англ.)I extend my heartfelt congratulations on behalf of the Filipino people to Leo Oracion on his spectacular achievement. He is the very picture of hard work, tenacity and courage. He has shown the world the stuff Filipinos are made of.
— Президент Филиппин Глория Макапагал-Арройо
7 февраля 2007 года Арройо присвоила Орасиону и Эмате высшую гражданскую награду, Орден Лакандула, с особым званием «Чемпионы на всю жизнь». Город Мандауэ, родной город Орасиона, встретил его как героя, а городское правительство разработало резолюцию, в которой высоко оценило его подвиг и наградило его поощрением в размере 25 000 песо. Точно так же Эмата был встречен с большим приёмом по прибытии в город Давао и его родной город Тагум в Северном Давао.
Благодаря успеху Первой филиппинской экспедиции на Эверест организаторы смогли организовать успешную женскую экспедицию на Эверест, состоящую в основном из Венсеслао, Дайондон и Белармино, во время весеннего сезона восхождений 2007 года.

## Полемика
Когда Первая филиппинская экспедиция на Эверест праздновала свой успех, четвёртый филиппинский альпинист Дейл Абенохар испортил праздничное настроение, заявив, что достиг вершины Эвереста северным маршрутом из Тибета. Согласно заявлению для прессы жены Абенохара Лизы, её муж действительно достиг вершины в 8 часов утра 15 мая — за два дня до Орасиона и Чхоти, но его попытка не была задокументирована.
Спустя почти месяц специалист по Эвересту Элизабет Хоули занесла заявление Абенохара в базу данных The Himalayan Database, в которой записаны все восхождения в районе Гималаев с 1903 года. Однако в своей записи она указала, что утверждение Абенохара оспаривается или не подтверждается, поскольку в качестве доказательства он представил только своего шерпа и две фотографии с вершины. Она показала фотографии канадско-австралийскому альпинисту Винсу Уолтерсу, который только что поднялся с северной стороны, но так и не взошёл на вершину. Уолтерс сказал, что узор и цвета пуховой одежды человека на фотографии были такими же, как и на одежде Абенохара.

Я встретила его сама. Я взяла у него интервью по его просьбе. Я считаю, что он достиг вершины. Это было оспорено, но у него есть фотографии, и у меня есть копии этих фотографий. Он дал мне две фотографии человека на вершине, и на одной из них отчётливо виден Макалу (но не Лхоцзе) на заднем плане, а это значит, что она была снята кем-то на вершине Эвереста с северной стороны.
Оригинальный текст (англ.)I met him myself. I interviewed him at his request. I believe he reached the summit. It has been disputed, but he has photos and I have copies of those photos. He gave me two photos of a person on the top, and one of these clearly shows Makalu (but not Lhotse) in the background, which means that it was shot by someone at the summit of Everest from the north side.
— Элизабет Хоули, телефонное интервью для Philippine Daily Inquirer
Однако в своих заметках о маршруте Абенохара в Гималайской базе данных Хоули также включила это заявление, которое она сделала в ответ на переписку с альпинистом Джеймсом Беном Малленом:

Я не говорила конкретно, что господин Абенохар был на вершине. На вопрос, подтверждаю ли я, что он был первым филиппинцем, достигшим вершины, я ответила, что понятия не имею, кто из них добрался туда первым.
Оригинальный текст (англ.)I have not specifically stated that Mr. Abenojar was on the summit. To the question whether I confirm that he was the first Filipino to reach the top, I have said that I have no idea who amongst them got there first.
— Элизабет Хоули, в ответ на электронное письмо Маллена
Хоули также отметила, что Абенохар представил сертификат Китайской тибетской ассоциации альпинизма в качестве доказательства того, что он достиг вершины Эвереста. Сертификат был выдан на основании интервью, проведённых офицером связи с Абенохаром, его шерпом и другими альпинистами, покорившими вершину Эвереста по маршруту через Тибет. Первая филиппинская экспедиция на Эверест отклонила сертификат восхождения Абенохара на вершину как «подделку», а его заявление — как «розыгрыш», и заявила, что Орасион и Эмата были первым и вторым филиппинцами, покорившими Эверест.